# Petilia Policastro
Petilia Policastro es una localidad italiana de la provincia de Crotona. En la actualidad tiene 9.321 habitantes.

## Historia
Petilia Policastro es un antiguo pueblo, de presunto origen bizantino, rodeado en el pasado por murallas defensivas. En su territorio, a lo largo de los ríos Tacina y Soleo, han sido encontrados restos de asentamientos de origen Brettia, que se remontan a los siglos IV y II a. C., y vestigios romanos. A lo largo del río Cropa existen unas cuevas de origen cárstico que han sido utilizadas en el pasado por pastores durante la trashumancia.
El pueblo hoy mantiene el casco antiguo, mal cuidado, de origen bizantino. Hay señales de siglos posteriores, como los palacios de los siglos XVII y XVIII, ya que los monarcas españoles en el siglo XVII enviaron a la familia señorial de los Portiglia a tener un control completo del territorio circundante. Entre los palacios antiguos se destacan el de los Portiglia, el de la familia Aquila (siglo XVII), y los de las familias Filomarino y Ferrari del siglo XVIII.
También las iglesias son muy antiguas: Santa María Maggiore es del 1400, San Nicola Pontífice y la Annunziata del 1600.
Investigaciones arqueológicas recientes han permitido el descubrimiento de un gran complejo mayor que se remonta a la Antigua y Media Edad del Bronce (a principios del segundo milenio antes de Cristo). Este complejo se enmarca en el contexto de la facies de Capo Piccolo, que tiene estrechos vínculos culturales y económicos con las facies de Capo Graziano, la siciliana Rodì y la Apulia salentina. A la misma facies se remontan las dos haches de bronce, con bordes en relieve, que se encontraron en la zona en el 1987 y actualmente en exhibición en el Museo Arqueológico Nacional en Crotona. Una de las dos haches,  finamente decorada con dibujos geométricos hechos con un buril, ha sido declarada como única a nivel europeo. Se suponen que las dos haches, junto con un puñal (hoy desaparecido), formaban parte de la decoración funeraria de una persona de alto rango.
Recientemente, nuevas excavaciones arqueológicas en la localidad Foresta para la construcción de una nueva escuela, han revelados los restos de un pequeño edificio rural de finales del periodo helenístico (siglo III a. C.).
En el centro histórico, frente a la fachada actual de la iglesia de San Nicola, se reveló un cementerio con tumbas excavadas en la roca, algunas con enterramientos múltiples, que se remontan al siglo XVII. Otros importantes restos, entre los cuales cerámicas y monedas, han sido encontrados en la misma excavación.
Según la mitología griega, la ciudad de Petilia fue fundada por Filoctetes, el arquero famoso por haber matado a Paris en la Guerra de Troya.

## Puntos de interés

### Cuevas cársticas
El territorio de Petilia Policastro tiene importantes cuevas cársticas muy extensas y que llegan a una profundidad de 100 metros. Están rodeadas por lagos y ríos subterráneos y en ellos se encontraron vasijas de barro que datan de la época bizantina.

### Cuevas Basilianas de San Demetrio
En estas cuevas han sido encontrados restos monásticos, entre ellos una cruz bizantina tallada en la pared.

### Santuario de la Santa Espina
En el Santuario alberga una Santa Espina, que se asume como parte de la corona de Jesucristo en la cruz. En honor de la Espina, cada segundo viernes de marzo se organiza una peregrinación al Santuario siguiendo una procesión del Calvario, una manifestación de disfraces.

## Evolución demográfica
| Gráfica de evolución demográfica de Petilia Policastro entre 1861 y 2001 |
|                                                                          |
| Fuente ISTAT - Elaboración gráfica por parte de Wikipedia                |